# Институт крионики
Институт крионики (англ. Cryonics Institute, CI) — некоммерческая организация, которая оказывает услуги криоконсервации. Институт расположен в Клинтон-Тауншипе, штат Мичиган.
На декабрь 2022 года в Институте крионики числилось 1916 участников, у которых были заключены и оплачены контракты на проведение процедуры криоконсервации на месте после подтверждения юридической смерти. Также 237 человек и 233 домашних животных на тот момент были сохранены в жидком азоте.

## История
Институт крионики был зарегистрирован в штате Мичиган 4 апреля 1976 года четырьмя местными жителями: Ричардом К. Дэвисом, Робертом Эттингером, Мэй А. Джунод и Уолтером Э. Ранкелем. Эттингер широко известен как «отец крионики», потому что его книга «Перспектива бессмертия», как считают многие, дала начало развитию крионики. Первым клиентом Института крионики в 1977 году стала мать Эттингер . После первой криоконсервации и вплоть до начала 1990-х был принят только один пациент. Это была первая жена Эттингера в 1987 году.
В марте 1978 Институт крионики приобрел здание вблизи Детройта. Он служил местоположением института до 1994, когда организация переехала в новое здание Erfurt Runkel Building. Оно названо в честь Джона К. Эрфурта и Уолтера Э. Ранкеля (которые в настоящее время заморожены там) и имеет спринклерную систему для дополнительной безопасности.
Эттингер занимал пост президента Института крионики на протяжении 25 лет до сентября 2003, когда Бен Бест сменил его на этом посту, при этом также став генеральным директором, а Эттингер принял должность вице-президента. Эттингер ушёл с должности вице-президента в свой 87-й день рождения в декабре 2005. Роберт Эттингер был криоконсервирован 23 июля 2011 своей компанией. В течение 1990-х Бест был президентом Общества крионики Канады (CSC) и редактором «Канадских новостей крионики», пока последний выпуск не был издан весной 2000. Он все ещё является директором CSC.
В 2004 году правительство штата Мичиган решило лицензировать и законодательно урегулировать положение Института крионики, юридически признав его кладбищем. Поэтому с тех пор и до отмены этого постановления в 2012 году перфузия тел криопациентов не могла быть выполнена в самом здании. В соответствии с законом, это должно было делаться директором на объектах похоронного бюро. В 2012 это постановление было отменено. Президент Института крионики Бен Бест писал в майском выпуске журнала «Long Life»: «В духе „перестройки“ и благодаря Давиду Эттингеру, новое Республиканское правительство штата Мичиган уже решило, что Институт крионики дольше не должен быть регулируемым в качестве какого-либо кладбища. Институт может снова перфузировать своих пациентов в его основном здании, где расположены криохранилища, как нам разрешалось делать до классификации нас как специфического кладбища в 2004 году».

## Организация

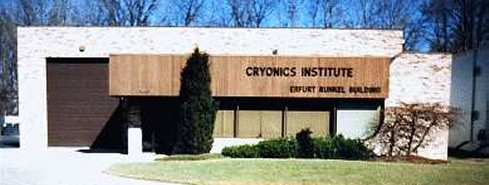
Главное здание Института крионики располагается в Клинтон-Тауншипе, штат Мичиган

Все сотрудники Института крионики также являются директорами.
Сотрудники Института крионики на 2015 год:
| President                              | Dennis Kowalski    |
| Vice-President                         | Alan Mole          |
| Chief of Operations/Secretary          | Andy Zawacki       |
| Chief Communications & Social Media    | Stephan Beauregard |
| Chief Financial Officer/Treasurer      | Patrick Heller     |
| Chief Investment Office/Asst Secretary | Joseph Kowalsky    |
| Chief Business Office/Asst Treasurer   | S.R. Luyckx        |
| Chief CI Risk                          | John Strickland    |
| Chief Legal Officer                    | Connie Ettinger    |
| Chief Financial Advisor                | Paul Hagen         |
| Chief Overseas Director                | Marta Sandberg     |
| Chief Organizational & Director        | Debbie Flemming    |

## Политика
В совете Института крионики состоит 12 директоров, четыре из которых избираются участниками каждый год на ежегодном общем собрании (обычно проводится в последние воскресенье сентября). Затем совет выбирает служащих: президента, вице-президента, секретаря и казначея. Все члены правления — добровольцы.
Любой может стать пожизненным участником, заплатив 1250$ и заполнив форму членства — или стать участником на год, платя вступительный взнос в размере 75 $ плюс 120 $ ежегодно (или 35 $ за четверть). У пожизненного участника есть привилегии для перфузии и хранения в жидком азоте за 28 000 $, тогда как годовой участник должен заплатить 35 000 $. Институт крионики не поднял цену в 28 000 $ или плату в размере 1250 $ со времени её установки в 1976 году. В прошлом Институт крионики заявил, что он может предложить более низкие расценки, чем конкурирующие криофирмы, потому что он менее зависим от членских взносов за счет пожертвований, и была реализована «консервативная» система экономического управления.
Основные взносы за криоконсервацию в размере 28 000 / 35 000 $ и контракт с Институтом крионики не включают в себя первичную подготовку к криоконсервации и транспортировку. Участники Института крионики, живущие за пределами штата Мичиган, должны дополнительно оплатить услуги похоронного бюро и перевозку. Участники Института крионики, желающие получить подготовку к криоконсервации и транспортировку от профессионалов в области крионики, за дополнительную плату могут заключить контракт с находящейся во Флориде компанией Suspended Animation, Inc.. У Института крионики есть клиенты из таких отдаленных стран, как Австралия. Четверть текущего состава членов института не являются гражданами США.
Общество Immortalist — научно-просветительская организация, тесно связанная с Институтом крионики, издающая журнал Long Life (прежде названный Immortalist) каждые два месяца. Журнал Long Life освещает деятельность Института крионики наряду с другой информацией, связанной с крионикой и продлением жизни, и доступен в Интернете бесплатно. Предыдущим издателем информационных бюллетеней общества штата Мичиган была The Outlook.

## Технические процедуры
Институт крионики всегда обеспечивал все начальные процедуры, транспортировку и криосохранение без контрактов с другими поставщиками на протяжении большей части своей истории. Институт производит перфузию тел с помощью криопротектора на основе глицерина, но в 2000 году был нанят криобиолог Юрий Пичугин, к.б.н., который исследовал фрагмент гиппокампа в рамках проекта HSCP. HSCP (также известный как Прометеев проект) был проектом, направленным на витрификацию среза гиппокампа мозга крыс посредством его охлаждения до −130 градусов по Цельсию, последующего согревания и тестирования на жизнеспособность. Результаты проекта HSPC были опубликованы в апреле 2006 года в номере журнала Cryobiology.
В Институте крионики Ю. Пичугин разрабатывал смесь для витрификации, превосходящую глицерин в предотвращении кристаллизации воды. Эта смесь для витрификации была удачно испытана на двух собаках участников в 2004 году и начале 2005 года. Впервые при криоконсервации человека эта смесь была использована летом 2005 года. При этом использовалась новая процедура, в которой голова была подвержена витрификации, будучи все ещё не отделённой от тела, которое было заморожено без использования криопротектора. В феврале 2007 Институт крионики отказался от своих попыток запатентовать его смесь для витрификации и раскрыл формулу, чтобы позволить пользоваться ею другим криофирмам Доктор Пичугин ушёл из Института крионики в декабре 2007 года, и в 2011 году открыл криолабораторию в КриоРусе.
Летом 2005 Институт крионики получил несколько изготовленных на заказ, управляемых компьютером камер охлаждения с программным обеспечением от LabVIEW, которые позволили контролировать охлаждение до температуры ниже, чем −192 °C (-313 °F). Это оборудование было необходимо для эффективного применения витрификации, потому что охлаждение должно происходить с такой скоростью, с какой это необходимо для равномерного отвердевания смеси витрификации (температура отвердевания −125 °C), но после преодоления этой температуры охлаждение должно быть очень медленным, чтобы уменьшить криоповреждения вследствие теплового напряжения.
Вместо того чтобы использовать сосуды Дьюара для хранения, Институт крионики криоконсервирует тела в больших «термосах» из стекловолокна и смолы, заполненных жидким азотом, которые в институте называют «криостатами». Первые «криостаты» были созданы вручную в доме менеджера Энди Завацки, но в настоящее время они производятся на заказ посторонней фирмой. В мае 2006 года расходы на жидкий азот в новейших и наиболее эффективных «криостатах» были ниже 100 $ на каждого человека за год. Снижению затрат очень способствовало использование бака объёмом в 3000 литров для хранения жидкого азота, который находится позади здания института. Оттуда жидкий азот распространяется в криостаты по системе труб.

## Американское крионическое общество
Хотя на протяжении большей части своей истории Институт крионики хранил только своих клиентов, а начиная с середины 1990-х годов, заключил контракт с Американским крионическим обществом для хранения его клиентов в Институте крионики. Общество каждый год проверяет институт на соблюдение своих стандартов качества. Излишки средств со счёта членов Американского крионического общества институт может использовать для транспортировки тел в будущем, если это необходимо, или других целей.